# Les Oies sauvages (conte)
Pour les articles homonymes, voir Oies sauvages.
Les Oies sauvages, ou Les Oies-Cygnes (en russe : Гуси-лебеди), sont un conte russe traditionnel très populaire, recensé par Alexandre Afanassiev et étudié par Vladimir Propp. La version d'Afanassiev a été recueillie dans le gouvernement de Koursk.
Parmi les autres récits de ce type, citons Les Six Cygnes, Les Sept Corbeaux, Les Cygnes sauvages et Les Douze Frères.

## L'intrigue du conte

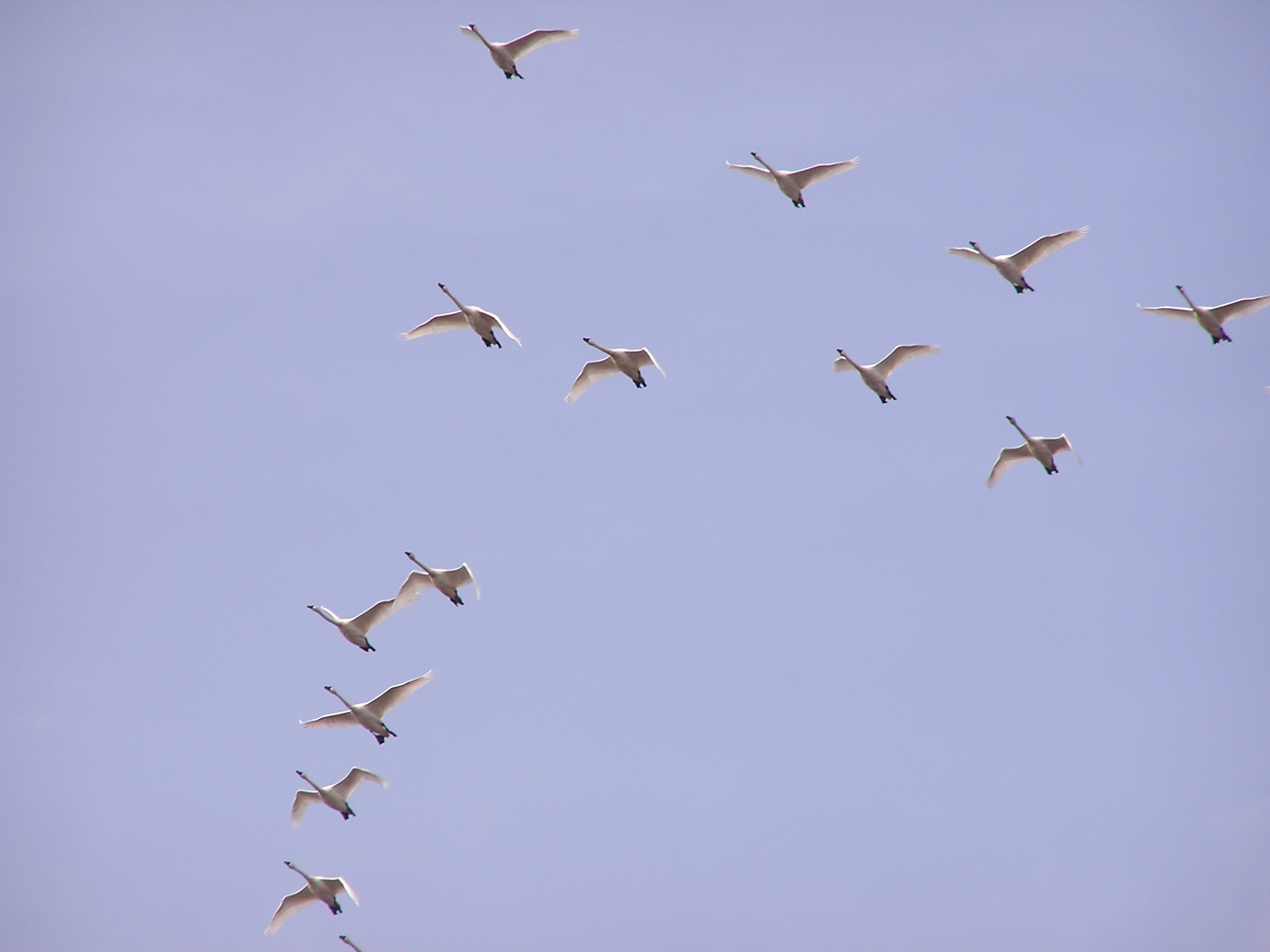
Vol de cygnes

Des parents villageois qui s'en vont au travail (ou à la foire) confient leur très jeune fils à la garde de leur sœur, une fillette. Celle-ci ne tarde pas à relâcher sa surveillance et des oies sauvages (ou des cygnes) se saisissent du bébé assis sur l'herbe et l'emportent. La fillette part à leur recherche et rencontre successivement en chemin un four à pain, un pommier sauvage et une rivière de lait aux berges de kissel. Chacun d'eux lui propose avant de la guider, qui un petit pain de seigle, qui une pomme aigrelette, qui du kissel arrosé de lait, mais elle dédaigne toutes ces offres.
C'est un hérisson (qu'elle a, par prudence, évité de maltraiter) qui l'oriente finalement vers l'endroit où les oies sauvages ont déposé son petit frère : il s'agit de l'isba de Baba Yaga, où l'enfant joue avec des pommes d'or. En cachette, la fillette parvient à saisir son petit frère et à s'enfuir avec lui, mais les oies sauvages la repèrent bientôt et se mettent à tourner, menaçantes, au-dessus d'elle. Elle croise alors à nouveau, dans l'ordre inverse, la rivière, le pommier et le four à pain, desquels elle implore successivement de l'aide pour se cacher. Chacun d'eux le fera, mais seulement après qu'elle aura accepté leur proposition initiale : dans son affolement, elle n'a garde cette fois de jouer la dégoûtée. Ayant échappé aux oies, la fillette rejoint sa maison avec son petit frère au moment même où rentrent ses parents.

## Variantes et interprétations
Une variante intitulée Братецъ (Bratets, « Petit Frère ») a été rapportée par Ivan Khoudiakov dans ses Contes grand-russes. Le petit garçon y a trois sœurs, qui, parties à sa recherche alors qu'il a été emporté par un vent violent, rencontrent successivement un bouleau, un pommier et un poêle. Lorsqu'elles retrouvent leur frère dans l'isba de la sorcière, celui-ci joue avec le chat Ieremeï (Jérémie), qui lui raconte des histoires et lui chante des chansons. La sorcière lance à leurs trousses, non pas des oies, mais son « aigle gris-bleu » (oriol sizoï), assimilé à l'ouragan ravisseur.
Dans une version remaniée due à Alexis Nikolaïevitch Tolstoï, la fillette est reçue dans l'isba par la baba Yaga, mais celle-ci a en réalité l'intention de la dévorer, et c'est une souris qui, en échange d'un peu de pain, la met en garde et l'aide à s'enfuir avec son frère.

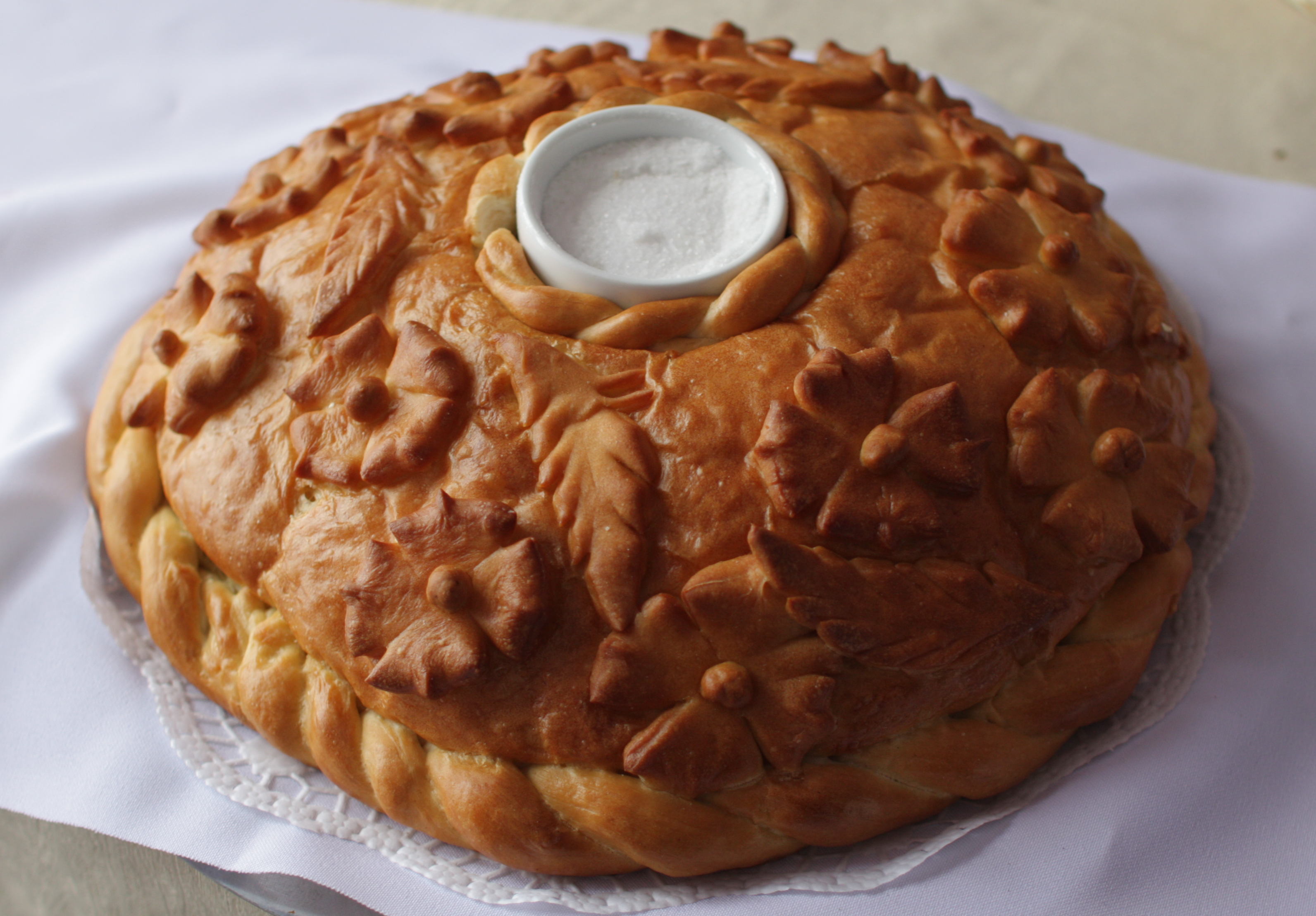
Le pain et le sel sont traditionnellement offerts aux visiteurs.

Luda Schnitzer (voir Bibliographie) fait remarquer que des versions non russes de ce conte disent « tout autre chose » : la rivière, le four et le pommier (ou autre chose, selon le pays), y sont classiquement prêts à aider l'héroïne en échange d'un service : « la rivière veut être débarrassée de ses feuilles mortes, le four veut être nettoyé, le pommier a besoin de voir ses branches étayées ». Le conte russe, dans lequel ces auxiliaires ne demandent rien, mais offrent au contraire un modeste présent, décrirait le comportement d'une « gosse de riche qui croit être en-dehors et au-dessus des lois communes » : elle s'avère incapable de s'adapter, de s'intégrer à un milieu différent. Selon de nombreuses traditions, le refus de la politesse faite au visiteur (tel le pain et le sel symboliques, traditionnellement offerts dans les pays slaves) équivaut en effet à une offense grave.
Sigmund Freud et Géza Róheim ont avancé des interprétations psychanalytiques à propos des éléments de ce conte figurant également dans Dame Holle (voir cet article).

## Référencement
Le conte porte le numéro 64 dans l'édition de 1873 des Contes populaires russes, 113 dans l'édition de 1958 de Barag et Novikov. Il ressort des rubriques AT 451 (La Petite Fille qui cherche ses frères) et AT 480 (La Bonne et la Mauvaise Fille) de  la classification Aarne-Thompson. Le motif de l'arbre reconnaissant d'avoir été secoué a été codifié D1658.1.5 par Stith Thompson.

## L'analyse de Vladimir Propp
Vladimir Propp, dans son ouvrage Morphologie du conte (voir Bibliographie), utilise ce conte comme exemple détaillé pour son modèle d'analyse structurale. Il indique avoir choisi ce conte pour sa brièveté et parce qu'il ne comporte qu'une seule séquence. Il y détecte successivement les éléments suivants :
| - situation initiale - interdiction renforcée par des promesses - éloignement des parents - motivation de la transgression - transgression de l'interdiction - méfait : enlèvement - rudiment (équivalent de l'annonce du méfait) - détails ; rudiment de triplement - départ de la maison et début de la quête - (liaison) - entrée en scène du donateur - triplement (récompense non obtenue) : - dialogue (abrégé) avec le donateur, mise à l'épreuve - réaction négative du héros (échec devant l'épreuve) | - entrée en scène d'un auxiliaire reconnaissant (le hérisson) - auxiliaire en situation d'impuissance, mais ne demandant pas merci - auxiliaire épargné - dialogue (liaison) - l'animal reconnaissant aide le héros - l'habitation de l'agresseur - portait de l'agresseur (la baba Yaga) - entrée en scène du personnage recherché (le petit frère) - l'or, trait caractéristique du personnage recherché - contre-enlèvement par force ou ruse - (retour sous-entendu) - poursuite sous forme de vol dans les airs - nouvelle et triple mise à l'épreuve (avec réaction positive du héros) : - le personnage qui fait passer l'épreuve se met à disposition du héros et le sauve de ses poursuivants. |  |

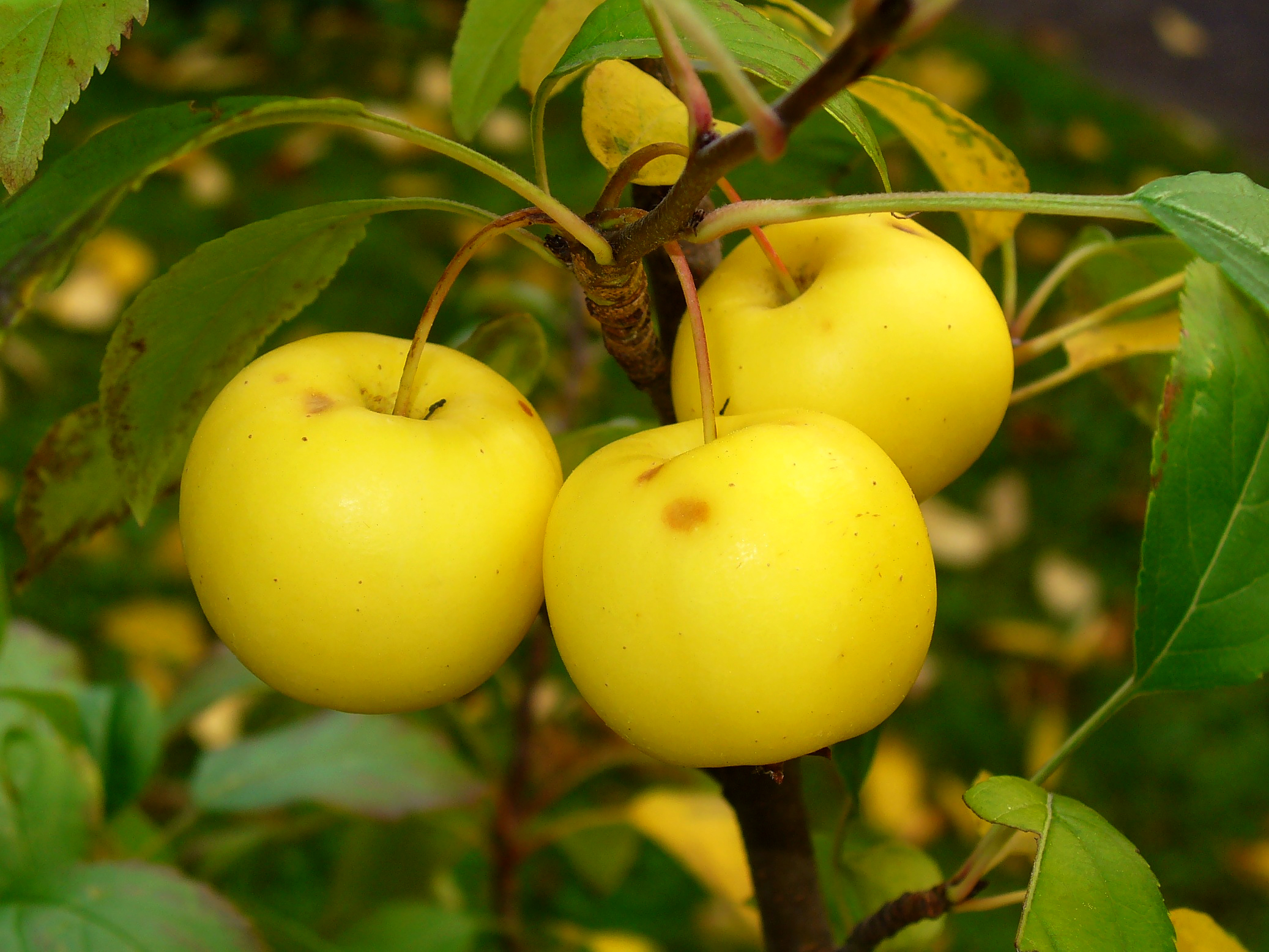
« Mange une de mes pommes aigrelettes et je te le dirai ! » (Fruits de pommier sauvage).
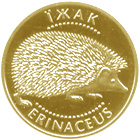
« Le hérisson indiqua : Par là ! » (Monnaie d'or ukrainienne).
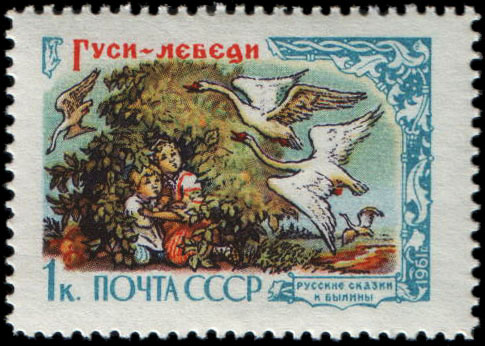
Timbre-poste soviétique de 1961 (dessinateur : E. Komarov).

## Adaptations
Le conte a fait l'objet d'un dessin animé soviétique de Ivan Ivanov-Vano et A. Snejko-Blotskaïa (Soiouzmoultfilm, 1949).

## Autres apparitions des oies sauvages dans des contes russes
Les oies sauvages apparaissent dans les contes d'Afanassiev 108 à 110 (Ivachko et la sorcière, AT 327F). Le héros, Ivachko (ou Ivanko), s'est réfugié sur un arbre que la sorcière a entrepris de ronger pour l'abattre ; il implore alors les oies sauvages qui passent dans le ciel de l'emmener et de le sauver, ce qu'elles font finalement. Dans ces contes, les oiseaux ont donc au contraire un rôle d'auxiliaires. (Voir aussi Jikhar').